# 南席镇
南席镇，是中华人民共和国河南省许昌市长葛市下辖的一个乡镇级行政单位。位于长葛市最东部，距市区33千米。面积65.6平方千米，1997年人口4.6万。

## 历史
1958年建南席公社，1984年改乡，1985年建镇。

## 行政区划
南席镇下辖以下地区：
胡街村、西街村、水寨村、杨店村、马武村、仝庄村、古城村、拐子张村、张子店村、大王庄村、尹庄村、马台村、李庄村、高庙村、侯张村、何庄村、山郭村、套楼村、教门庄村、杜庄村、游罕村、方于村、西辛庄村、曹碾头村、阎寨村、贾庄村、魏庄村、毛庄村、水牛陈村、北辛庄村和刘彦庄村。